# Flughafen Glo-Djigbé
Der Flughafen Glo-Djigbé (französisch Aéroport de Glo Djigbé) ist ein Infrastrukturprojekt der Regierung des westafrikanischen Staates Benin, dessen Wurzeln in die 1970er Jahre zurückreichen. Geplant ist der Bau im Arrondissement Golo-Djigbé als Ersatz für den Flughafen Cotonou. Das Projekt soll dem Land ermöglichen, mehr Fluggesellschaften und Flugzeuggenerationen wie den Airbus A380 aufzunehmen.

## Geschichte
Benin entwickelte 1974 erste Pläne, den Flughafen Cotonou-Cadjehoun durch einen neuen, größeren Flughafen im nördlich der Stadt gelegenen Arrondissement Golo-Djigbé zu ersetzen. Danach stagnierte das Projekt rund 20 Jahre. Die Ankündigung des Flughafenbaus Mitte der 1990er Jahre führte dann zu einem bis dato im ländlichen, stadtnahen Arrondissement nicht erlebten Druck auf das Land durch Landverkäufe. Im Jahr 2011 wurde das Projekt von einem privaten südafrikanischen Investor wiederbelebt und ging dann in die Hände der südafrikanischen Regierung über. Im Rahmen einer bilateralen Zielsetzung war der Flughafen zu diesem Zeitpunkt Teil eines größeren Projektes, zum auch die geplante Sanierung des Hafens und des Eisenbahnnetzes gehörten, um die Geschäftsbeziehungen zwischen den beiden Ländern zu stärken und zu festigen. Am 13. Dezember 2011 erfolgte laut der Botschaft der Republik Benin in Paris die Grundsteinlegung durch den damals amtierenden Präsidenten Boni Yayi im Beisein von Arno Hood, Vorstandsvorsitzender des südafrikanischen Konsortium Aerosun Aviation, das den Auftrag zum Bau erhalten hatte. Die voraussichtliche Bauzeit wurde zu diesem Zeitpunkt mit 18 Monaten angegeben.
Nach der Präsidentschaftswahl 2016 entwickelte der neue beninische Präsident Patrice Talon u. a. ein 45-Punkte-Programm (französisch Programme d’actions du gouvernement, PAG), dessen Umsetzung innerhalb der Amtsperiode anvisiert wurde. Acht dieser Vorzeigeprojekte bezogen sich konkret auf Infrastrukturmaßnahmen, darunter der Bau des internationalen Flughafens Glo-Djigbé. Nach Angaben des Infrastrukturministeriums hatte die Freigabephase des Geländes (insgesamt 3028 Hektar, davon 1600 Hektar für den Flughafen) mit Enteignungs- und Räumungsaktionen vor Mitte April 2017 begonnen. Der Beginn der auf drei Jahre geplanten Bauarbeiten war zu diesem Zeitpunkt auf die zweite Jahreshälfte angesetzt und die Inbetriebnahme bis Ende 2020. Die Kosten wurden auf 360 Mrd. CFA-Franc kalkuliert, wobei im Rahmen einer öffentlich-privaten Partnerschaft 145 Mrd. CFA auf den Staat entfielen und 215 Mrd. CFA-Franc auf den privaten Partner, mittlerweile die Aviation Industry Corporation of China (AVIC). Zuvor war Talon im September 2016 erstmals in die Volksrepublik China gereist, um die Finanzierung des Projektes voranzutreiben. Am 10. März 2017 wurden die Vorbereitungsarbeiten für den Baubeginn des Flughafens eingeleitet.
Im Februar 2018 herrschte soweit Einigkeit zwischen Staat und Landeigentümern, was die Höhe der Entschädigungen betrifft. Wenige Wochen zuvor war der Baubeginn auf den 25. Februar datiert worden. Im Juni 2022 erklärte der Minister für Infrastruktur, dass insbesondere die Auswirkungen der COVID-19-Pandemie zu einer Verzögerung des Projektes geführt hätten und diese Rahmenbedingungen nicht für hohe Investitionen in den Bau eines neuen Flughafens gesprochen hätten. Von daher habe sich die Regierung entschieden, die Inbetriebnahme von Glo-Djigbé zu verschieben und erst einmal den bestehenden Flughafen in Cotonou zu modernisieren.

## Flughafenanlagen
Die Start- und Landebahn ist auf eine Länge von 4250 Metern und eine Breite von 60 Metern geplant, die Kapazität des Passagierterminals soll die Abfertigung von 1,6 Millionen Passagieren pro Jahr ermöglichen und die Kapazität des Frachtterminals soll 12.000 Tonnen pro Jahr betragen.

## Infrastruktur
Die Erschließung des zukünftigen Flughafengeländes von Glo-Djigbé umfasst auch den Bau neuer Straßen. Der Bau einer mautpflichtigen Nordostumfahrung Richtung Porto-Novo soll das Stadtzentrum von Cotonou entlasten. Im April 2017 wurden die Kosten für die fast 40 km lange Straße, die Sumpfgebiete durchquert und im Osten eine Brücke über den Nokoué-See umfasst, auf 345 Mrd. CFA-Franc geschätzt. Finanzierung, Bau und Betrieb wurden in die Hände der Privatwirtschaft gelegt.